# Локалитет Мраморје на потесима Гајеви и Урошевине
Локалитет Мраморје на потесима Гајеви и Урошевине су археолошки локалитети који се налазе у атару села Растиште, на планини Тари, у оквиру НП Тара и општине Бајина Башта. На локалитетима се налази позносредњовековно гробље са мраморима.

## Мраморје (Гајеви)
Мраморје (Гајеви) је археолошки локалитет на потесу Баре, на око 500 метара од Мраморја (Урошевин) са којим га данас везује сеоски друм. Преко овог позносредњовековног гробља са мраморима данас пролази сеоски пут при чијем трасирању су многи споменици уништени. Од последње евиденције са 35 споменика (26 сандука, два слемењака и седам плоча), данас неколико недостаје. Већина се налази са леве стране пута у шуми која је власништво породице Богдановић, са појединим дислоцираним примерцима. Неколико мрамора има глачане површине, док су код појединих оне обрађене ситно или крупно назубљеним чекићем. Два сандука без постоља украшена су рељефним мотивима полумесеца, крста и круга, као и један слемењак са постољем и зарубљеним теменом кровног дела са пластичном представама полумесеца и круга унутар његовог лука.

## Мраморје (Урошевине)
Мраморје (Урошевине) је археолошки локалитет позносредњовековног гробља које се налази на имању породице Урошевић, на падини око 300 метара од сеоске цркве. Последњи пописи бележе 38 споменика, од чега 19 слемењака (10 са постољем), по један редак тип двојног слемењака и двојног слемењака-сандука, 12 сандука (осам са постољем), четири плоче и један амфорни белег, фрагментована три слемењака и један сандук. Већи број мрамора уништен је пресецањем трасе сеоског пута, коришћењем камена у грађевинске сврхе и за клесање нових надгробника. Пре Другог светског рата овде је било „дивљег” копања испод највећих примерака. Клесани су од кречњака, финије су обраде, а на појединим су видљиви трагови неке зупчасте алатке. Оријентисани су у правцу запад-исток и постављени у редове. Четири слемењака с постоњем украшено је рељефним мотивима „каменице”, мачева и лука и стреле.